# Кубок України з футболу серед аматорів 2022—2023
Кубок України з футболу серед аматорських команд 2022—2023 — 26-й розіграш Кубку України під егідою Асоціації аматорського футболу України.

## Учасники
У розіграші Кубку беруть участь 16 аматорських команд із 11 областей України та міста Києва.
Команди, виділені жирним шрифтом, беруть участь також у Чемпіонаті України серед аматорів 2022/23.
| Команда      | Населений пункт    | Область           |
| ------------ | ------------------ | ----------------- |
| «Агрон»      | Великогаївська ОТГ | Тернопільська     |
| «Варатик»    | м. Коломия         | Івано-Франківська |
| «Волока»     | с. Волока          | Чернівецька       |
| «Дружба»     | с. Мирівка         | Київська          |
| «Зірка»      | м. Кропивницький   | Кіровоградська    |
| «Іскра»      | смт Теофіполь      | Хмельницька       |
| «Локомотив»  | м. Київ            | м. Київ           |
| «Мотор»      | м. Запоріжжя       | Запорізька        |
| «Олімпія»    | c. Савинці         | Полтавська        |
| «Пенуел»     | м. Кривий Ріг      | Дніпропетровська  |
| «Полісся»    | с. Ставки          | Житомирська       |
| «Скала 1911» | м. Стрий           | Львівська         |
| «Титан»      | м. Київ            | м. Київ           |
| «Фазенда»    | м. Чернівці        | Чернівецька       |
| «Штурм»      | с. Іванків         | Київська          |
| ЮКСА         | с. Тарасівка       | Київська          |

## 1/8 фіналу
Перші матчі відбулися 9 та 10 листопада, матчі-відповіді — 16 та 17 листопада 2022 року.
Тут і далі жирним шрифтом виділені команди, які пройшли до наступного раунду змагань.
| Команда 1    | Заг. | Команда 2   | 1-й матч | 2-й матч |
| ------------ | ---- | ----------- | -------- | -------- |
| «Агрон»      | 3:4  | «Фазенда»   | 0:4      | 3:0      |
| «Скала 1911» | 7:2  | «Іскра»     | 4:0      | 3:2      |
| «Дружба»     | 3:1  | «Полісся»   | 1:1      | 2:0      |
| ЮКСА         | 1:7  | «Локомотив» | 0:3      | 1:4      |
| «Мотор»      | 3:0  | «Зірка»     | 1:0      | 2:0      |
| «Олімпія»    | 6:0  | «Пенуел»    | 6:0      | 0:0      |
| «Штурм»      | 8:2  | «Титан»     | 6:1      | 2:1      |
| «Волока»     | 9:2  | «Варатик»   | 6:0      | 3:2      |

## 1/4 фіналу
Перші матчі відбулися 24, 30 листопада та 1 грудня 2022 року, матчі-відповіді — 30 листопада та 7 грудня 2022 року.
| Команда 1    | Заг. | Команда 2   | 1-й матч | 2-й матч |
| ------------ | ---- | ----------- | -------- | -------- |
| «Фазенда»    | 5:2  | «Волока»    | 2:1      | 3:1      |
| «Скала 1911» | 1:5  | «Дружба»    | 1:2      | 0:3      |
| «Штурм»      | 7:1  | «Локомотив» | 4:0      | 3:1      |
| «Мотор»      | -:+  | «Олімпія»   | 1:0      | -:+      |

## 1/2 фіналу
Перші матчі відбулися 5 квітня, матчі-відповіді — 12 квітня 2023 року.
| Команда 1 | Заг.    | Команда 2 | 1-й матч | 2-й матч |
| --------- | ------- | --------- | -------- | -------- |
| «Дружба»  | 8:0     | «Фазенда» | 4:0      | 4:0      |
| «Штурм»   | 1:1 (ч) | «Олімпія» | 1:1      | 0:0      |

## Фінал
Матчі відбулися 24 та 31 травня 2023 року.
| Команда 1 | Заг. | Команда 2 | 1-й матч | 2-й матч |
| --------- | ---- | --------- | -------- | -------- |
| «Олімпія» | 1:2  | «Дружба»  | 0:1      | 1:1      |

| Володар Кубка України серед аматорів 2022–2023 |
| ---------------------------------------------- |
| «Дружба» (Мирівка) Вперше                      |